# غايل أنغولا
غايل أنغولا (بالفرنسية: Gaël Angoula)‏ هو لاعب كرة قدم وحكم كرة قدم فرنسي في مركز الدفاع، ولد في 18 يوليو 1982 في لو هافر في فرنسا. لعب مع نادي أنجيه ونادي باستيا ونادي باسي فالي أور ونادي دونكيرك ونيم أولمبيك.

## وصلات خارجية
- غايل أنغولا على موقع قاعدة بيانات كرة القدم.إي يو (الإنجليزية)
- غايل أنغولا على موقع ليكيب (الفرنسية)
- غايل أنغولا على موقع Soccerbase.com (لاعب) (الإنجليزية)
- غايل أنغولا على موقع Soccerway.com (الإنجليزية)
- غايل أنغولا على موقع عالم كرة القدم.نت (الإنجليزية)
- غايل أنغولا على موقع AS.com (الإسبانية)